# Adel Tlatli
Adel Tlatli (in arabo عادل التلاتلي‎?; Tunisi, 30 agosto 1958) è un allenatore di pallacanestro tunisino.

## Carriera
Alla guida della Tunisia ha vinto l'oro ai FIBA AfroBasket 2011 e il bronzo ai FIBA AfroBasket 2009; ha preso parte al Mondiale 2010 e guida la squadra africana ai Giochi della XXX Olimpiade.